# Carl Sagan
Carl Edward Sagan, född 9 november 1934 i Brooklyn i New York, död 20 december 1996 i Seattle, delstaten Washington, var en amerikansk astronom, astrofysiker, författare, kosmolog och även framgångsrik inom populärvetenskap. Under sin livstid publicerade Sagan fler än 600 artiklar om vetenskap och var författare, medförfattare eller redaktör för över 20 böcker. I sina verk förespråkade han vetenskaplig skepticism och den vetenskapliga metoden, och beskrev sig som agnostiker. Han var en pionjär inom astrobiologi och främjade SETI. Sagans mest framstående verk är boken Cosmos från 1980. Han är dessutom grundare av The Planetary Society. 
Han blev världskänd för sina populärvetenskapliga böcker och för den prisbelönta TV-serien Cosmos från 1980, där han var medförfattare och själv agerade berättarröst. Sagan skrev också romanen Kontakt, som blev grund till filmen Kontakt från 1997.

## Biografi
Carl Edward Sagan växte upp i Brooklyn i en ukrainsk-judisk familj. I 7-årsåldern läste han sina första böcker om astronomi. Möjligheterna till liv på andra planeter intresserade honom tidigt. Han var djupt skeptisk till att ufon besökt jorden, men helt säker på att det någonstans i rymden finns former av intelligent liv, och han ville som astronom studera universum och få kontakt med "dem".
Sagan uppehöll både en framgångsrik akademisk karriär och en efter hand mer dominerande populärvetenskaplig bana; vid sidan av Arthur C Clarke kom han mer än någon annan att personifiera mötet mellan astronomi och science fiction-influerad diskussion om utomjordisk intelligens och om människan och tekniken. Han var verksam under större delen av sin karriär vid Cornell University, men också en kortare sejour vid en annan Ivy League-institution, Harvard University.
För sitt arbete mottog Sagan bland annat följande utmärkelser; "NASA medal for Exceptional Scientific Achievement" och två gånger "NASA medal for Distinguished Public Service", samt "NASA Apollo Achievement Award". Asteroid 2709 Sagan är namngiven efter honom. Han har också erhållit "John F. Kennedy Astronautics Award of the American Astronautical Society", "the Explorers Club 75th Anniversary Award", "the Konstantin Tsiolkovsky Medal of the Soviet Cosmonauts Federation", och "the Masursky Award of the American Astronomical Society".

## Utbildning
I high school var Sagan en toppelev och i skolans årsbok står det: "Astronomisk forskning är hans mål, en briljant student, han blir känd". Senare gick han på University of Chicago där han stannade en tid för att doktorera i astronomi och astrofysik under en mentor vid namn dr Gerard Kuiper. Kuiper var en fritänkande astronom som studerade möjligheterna till liv på andra planeter. Han gjorde en doktorsavhandling om "växthuseffekten" på Venus som uppmärksammades av andra astronomer. Tesen ansågs vara ett genombrott.

## Karriär
Som nyutexaminerad inbjöds han att arbeta för nyss etablerade NASA. På NASA kunde Sagan arbeta med det som alltid fascinerat honom: att utforska andra planeter och där leta efter utomjordiskt liv.
1962 när Mariner 2 skickades till Venus talade den då 27-årige astronomen Carl Sagan i tv som expert på planeten. Sagan blev i USA känd som "Mr Astronomy". Hans anseende ökade ytterligare när data från sonderna bekräftade hans teorier kring planeterna.
I juni 1965 sköts Mariner 4 upp, NASA:s första satellit till Mars. Sagans teorier prövades slutligen. Han hoppades finna något, vad som helst, som påminde om liv på Mars. 
1963 började Sagan undervisa i astronomi på Harvard där han blev en populär lärare. 1968 började han på Cornell University, New York, där han blev chef för laboratoriet för planetarisk vetenskap. På Cornell hade man en tradition av att jobba med galna, spekulativa och nyskapade idéer, och det var just vad Sagan var intresserad av. Hans officiella ställning vid Cornell var "Professor of Astronomy and Space Sciences".  
1969 när NASA landade på månen var Sagan en av dem som utbildade Apollo 11:s astronauter. Senare samma år sände NASA ut en galaktisk "hälsning" via radiovåg, producerad av Sagan; budskapet avsåg att visa vilka vi var, var vi kommer ifrån och när det skickades. Budskapet sändes till en stjärnhop vid namn M 13 vilken är så avlägsen (ca 25100 ljusår) att ett eventuellt svar kan väntas först om ca 50 000 år. 

### Berömmelse
Nästa steg i vetenskapens tecken var en tv-serie om astronomins historia och om utforskning av rymden, som senare blev grunden till hans berömmelse. Tv-serien utarbetade han tillsammans med sin tredje och sista fru Ann Druyan. Carl Sagan blev programledare för Cosmos, som blev namnet på den serie de gjorde. Cosmos tog 3 år att filma på fler än 40 platser i 12 länder från Egypten till Indien. I de 13 avsnitten som Cosmos bestod av lyckades Sagan föra in tv-tittarna i astronomins, intelligensens och evolutionens mysterier. Cosmos hade premiär i september 1980 och det blev en av stor tv-succé, med över 400 miljoner tittare världen över.

### Miljöengagemang
Efter att Sagan vigt sitt liv åt vetenskapen och utforskat universum efter intelligent liv började han intressera sig för vår egen planet: Tellus. Det var därefter som han bestämde sig för att göra allt vad han kunde för att bevara vår planet. 
Året efter att hans fjärde barn hade fötts, när Ronald Reagan lade fram sin plan för Strategic Defense Initiative, eller "Star wars" som det kallades av dess kritiker, startade Sagan en protest mot detta. Hans år som forskare fick honom att frukta för vår egen planet. 
1983 lade Sagan fram en kontroversiell avhandling som sade att ett kärnvapenkrig skulle skapa en "atomvinter". Det skulle frysa planetens yta, som sandstormarna han sett på Mars. Sagan reste runt i världen och talade om miljöfrågor baserade på sitt arbete med andra planeter. 
1992 skulle Sagan nomineras till inval i "National Academy of Sciences" men stoppades av några av ledamöterna. Men redan året efter fick Sagan mottaga Akademins högsta pris: "The Public Welfare Medal", för sitt arbete med och för vetenskapen.

## Engagemang inom skeptikerrörelsen
Sagan var aktiv inom den skeptiska rörelsen. Han var medgrundare till CSICOP, den organisation som ofta anses vara startskottet till den moderna skeptikerrörelsen och som var en förebild när svenska Vetenskap och Folkbildning bildades. Sagan skrev flera artiklar för CSICOP:s tidning Skeptical Inquirer.
Sagan var författare till boken The Demon-Haunted World, en viktig bok inom skeptikerrörelsen. Då det var hans sista bok har den beskrivits som hans epitafium.

## Död
I slutet av 1993 upptäcktes en hudförändring på Sagans arm och kort därefter diagnosticerades han med myelodysplastiskt syndrom. En transplantation med hans syster som donator genomfördes. Ingreppet höll Sagan vid liv i ytterligare två år. Han avled 1996, 62 år gammal.

## Eftermäle
Carl Sagan har efter sin död kallats världens främsta popularitetsspridare av naturvetenskapen och dess metoder. Under sin livstid samlade han på sig en hel del priser, bland annat tre stycken Emmy-priser, Pulitzerpriset för TV-serien och boken Cosmos, och tre NASA-medaljer för exceptionella vetenskapliga resultat och förmedlande av svårtillgängligt stoff. Han är dessutom grundare till The Planetary Society, som är världens största rymdsällskap med över 50 000 medlemmar i omkring 100 länder. 
Carl Sagan skrev många böcker under sitt liv, varav de mest uppmärksammade är Cosmos 1980, och Contact 1985. Kontakt har även filmatiserats med Jodie Foster i huvudrollen. 1995 skrev han boken The Demon-Haunted World, vari han hyllar vetenskapen som enda vägen framåt och beskriver religioner som hinder på vägen.
Benn Jordan har dedicerat sitt album Pale Blue Dot till Sagan (Pale Blue Dot är namnet på en av Sagans böcker).
Asteroiden 2709 Sagan är uppkallad efter honom.